# Ivo Palčić
Ivo Palčić (Pag, 1954.) hrvatski je novinar, fotograf, kroničar, publicist.

## Životopis
Rođen je u Pagu, u kojem je završio osnovnu školu i gimnaziju. Još u gimnazijskim danima bavio se novinarstvom. Studirao je u Zagrebu na Fakultetu političkih znanosti na kojem je 1979. diplomirao. Poslije studija vratio se na rodni otok gdje živi i radi. Prve novinarske crtice objavio je u zagrebačkom tjedniku Vikendu. Potom je bio dopisnik Radio Zadra, pa Večernjeg lista i Vjesnika, s čijim je ostalim izdanjima također surađivao (Studio, Start, Arena), zatim s riječkim Novim listom, zadarskim Narodnim listom i Zadarskim listom, Hrvatskom televizijom (RTV centrom Rijeka) te s drugim publikacijama (Dometi, Kontura, Hrvatske šume, EuroCity, Franina i Jurina). Dopisnik je Hrvatskog radija – Radija Rijeke od 1993. do 2001. godine. Bavio se i fotografijom. Surađujući s dnevnicima, svjedočio je otočkim zbivanjima koja je dokumentirao riječju i fotografijom. Snimao je rodni grad, različite događaje i ljude. Tako je zabilježio događaje koji su po svom učinku bili vrlo važni za cijeli otok Pag. Osobito su važni snimci iz 1960-ih kada je malo ljudi imalo fotografski aparat. Danas izrađuje analogne i digitalne fotografije. Digitalne u postprodukciji najčešće pretvara u crno-bijele, bez velikih zahvata.

## Djela
Godine 1997. priredio je i u vlastitoj nakladi tiskao knjižicu Paška robinja – hrvatska pučka drama te kao suizdavač sudjelovao u tiskanju monografije o novaljskom slikaru i pjesniku Ivanu Palčiću, što ju je napisao prof. A. Travirka. Ivo Palčić objavio je knjige Meštri s paškog kamenjara (2000), Večernji razgovori s književnikom Antom Zemljarom (2001), te Paški most – izgradnja, obrana obnova (2008). U vlastitoj je nakladi 2019. godine objavio knjigu Paška čipka na izložbama u Zagrebu i inozemstvu.